# Paulo Nenflidio

Paulo Nenflidio

Paulo Nenflidio (São Bernardo do Campo, 23 de julho de 1976) é um artista multimídia brasileiro, formado pela Escola de Comunicação e Artes da Universidade de São Paulo - USP. 

## Biografia
Seu trabalho combina Arte e Tecnologia, utilizando multimídia, música experimental, sons aleatórios e materiais industriais. Cria esculturas que evocam figuras anorgânicas, animais e máquinas de ficção científica. Suas performances e instalações exploram temas como o invisível, a física e a gravidade. A obra Neurocórdio, que gera música a partir das ondas cerebrais do visitante, teve grande repercussão nas mídias. O trabalho explora a relação entre artes visuais, eletrônica, música e novas tecnologias. Sua produção artística é objeto de pesquisa em universidades.
Em 2022, apresentou a obra Experimento de Suspensão n1 na 13ª Bienal do Mercosul, e em 2017, integrou a Bienal Internacional de Arte Contemporânea da América do Sul (BIENALSUR), na Argentina. Em 2016, a obra Speaker foi exibida na exposição Gambiarra Sonora, com curadoria de Chico Dub, no Hellerau, em Dresden, na Alemanha. Realizou as residências artísticas: ASU Art Museum do Arizona, nos Estados Unidos e Bolsa Pampulha - MG.

## Recepção crítica
A curadora Helouise Costa, professora do Programa de Pós-Graduação Interunidades em Estética e História da Arte da USP, observa que "A matéria-prima de Paulo Nenflidio encontra-se nos fenômenos invisíveis da física e da eletrônica que fogem à nossa percepção, embora sejam parte indissociável da nossa vida cotidiana."
Segundo a crítica de arte Paula Braga, a obra de Paulo Nenflidio não busca imitar a natureza em sua aparência, mas sim replicar seu poder criador. Suas máquinas revelam os processos de invenção ao unir tecnologia, som e poesia visual, aproximando a arte da natureza em seu aspecto mais gerador e contínuo.

## Premiações mais relevantes
- Prêmio Funarte Marcantonio Vilaça[19]
- Prêmio CNI SESI Marcantonio Vilaça Artes Plásticas[20]
- Prêmio IBRAM Art Rio[21]
- Prêmio Sergio Motta de Arte e Tecnologia[22]
- Indicações ao Prêmio PIPA 2010 e 2012[23]

## Catálogo em museus
Suas obras estão presentes no catálogo dos museus: Museu de Arte Contemporânea da Universidade de São Paulo, Pinacoteca do Estado, MAC USP, MAC Paraná, Museu de Arte da Universidade do Arizona, Museu de Arte Moderna de São Paulo, Centro de Arte Contemporânea de Inhotim, Museu Nacional de Belas Artes do Rio de Janeiro, Palácio das Artes, Casa do Olhar Luiz Sacilotto, entre outros.

## Obras
- Livros das Águas – Catálogo do Museu da Energia[33]
- Horizonte Eólico – Catálogo do MAC USP Ibirapuera[34]
- Teia – Catálogo do MAC Paraná[35][36]
- Polvo – Catálogo da Pinacoteca do Estado[37]
- Retrocórdio – Catálogo do Museu de Arte Moderna de São Paulo[38]
- Grilo Solar n2 – Catálogo do Museu Nacional de Belas Artes do Rio de Janeiro[39][40]Referências

1. ↑  «Paulo Nenflidio, o artista que esculpe o invisível». Notícias em Arte Contemporânea. Consultado em 6 de fevereiro de 2025
2. ↑  «CONSTRUÇÕES SONORAS: A ESPACIALIZAÇÃO DO SOM NA ARTE DE PAULO NENFLIDIO - FUNARTE Digital». 18 de abril de 2022. Consultado em 6 de fevereiro de 2025
3. ↑  «Dupla testa aparelho que permite fazer música com força do pensamento em exposição no Rio; vídeo». G1. 1 de maio de 2019. Consultado em 6 de fevereiro de 2025
4. ↑  «Instagram». www.instagram.com. Consultado em 6 de fevereiro de 2025
5. ↑  «Obra de arte produz música a partir do cérebro de visitante». O Globo. 9 de abril de 2019. Consultado em 6 de fevereiro de 2025
6. ↑  «Exposição no Rio permite fazer música com o pensamento». Antena 1. 2 de maio de 2019. Consultado em 6 de fevereiro de 2025
7. ↑  «Paulo Nenflidio ganha exposição na galeria Fortes Vilaça - Diário do Grande ABC - Notícias e informações do Grande ABC: cultura & lazer». Jornal Diário do Grande ABC. 4 de fevereiro de 2006. Consultado em 6 de fevereiro de 2025
8. ↑  Cultural, Instituto Itaú. «Paulo Nenflidio». Enciclopédia Itaú Cultural. Consultado em 6 de fevereiro de 2025
9. ↑  «Obra de arte produz música a partir do cérebro de visitante». O Globo. 9 de abr. de 2019
10. ↑  «Mostra "Ressonâncias" traz obras de arte sonora com interatividade | EBC Rádios». radios.ebc.com.br. Consultado em 6 de fevereiro de 2025
11. ↑  Povo, Correio do (17 de agosto de 2022). «Bienal do Mercosul: primeira obra aberta à visitação». Correio do Povo. Consultado em 7 de fevereiro de 2025
12. ↑  «BIENALSUR». bienalsur.org. Consultado em 7 de fevereiro de 2025
13. ↑  «Paulo Nenflidio. Museo de Arte Tigre, Provincia de Buenos Aires. BIENALSUR 2017». universes.art
14. ↑  «TONLAGEN 2016 Programm by HELLERAU - Issuu». issuu.com. 15 de jul. de 2016
15. ↑  «Folha de S.Paulo - Panorâmica - Visuais: Bolsa Pampulha anuncia selecionados». www1.folha.uol.com.br. Consultado em 7 de fevereiro de 2025
16. ↑  «Virada Sônica: a escalada do som na arte contemporânea De 05/07/2024 (sexta-feira) a 13/10/2024 (domingo) – MARRA COMUNICAÇÃO». 29 de julho de 2019. Consultado em 7 de fevereiro de 2025
17. ↑  «O som da física, o equilíbrio da natureza e a força da arte movimentam o MAC». Jornal da USP. 26 de fev. de 2021
18. ↑  «África: Diálogos com o Contemporâneo». Revista seLecT_ceLesTe. Consultado em 5 de agosto de 2025
19. ↑  Lima, Por Catia (16 de ago. de 2013). «Divulgada a lista de selecionados ao Prêmio de Artes Plásticas Marcantonio Vilaça – 6ª Edição – Notícias Antigas – FUNARTE»
20. ↑  «4ª Edição - 2012/2013». Portal da Indústria
21. ↑  «Prêmio Ibram ArtRio 2011 – Instituto Brasileiro de Museus – Ibram». antigo.museus.gov.br. 9 de setembro de 2011. Consultado em 6 de fevereiro de 2025
22. ↑  «Folha de S.Paulo - Videoinstalações são destaque da mostra - 02/08/2005». www1.folha.uol.com.br
23. ↑  «Paulo Nenflidio». Prêmio PIPA. Consultado em 7 de fevereiro de 2025
24. ↑  «MAC USP - UNIVERSO INVISÍVEL | Paulo Nenflídio». www.mac.usp.br. Consultado em 7 de fevereiro de 2025
25. ↑  «COLEÇÃO PAULO NENFLÍDIO DE CARVALHO (PAULO NENFLÍDIO)». Portal de Acervos Culturais de Santo André. Consultado em 7 de fevereiro de 2025
26. ↑  «Projeto do gerador de música». Portal de Acervos Culturais de Santo André. Consultado em 7 de fevereiro de 2025
27. ↑  «Exposição: Paulo Nenflidio - Museu de Artes e Ofícios | Portal Oficial de Belo Horizonte». portalbelohorizonte.com.br. 17 de setembro de 2021. Consultado em 7 de fevereiro de 2025
28. ↑  «MUSEU DA ENERGIA DE SÃO PAULO RECEBE DOAÇÃO DE OBRA DE PAULO NENFLÍDIO – Fundação Energia e Saneamento». www.energiaesaneamento.org.br. Consultado em 7 de fevereiro de 2025
29. ↑  Gerais, Portal Minas. «Portal Minas Gerais - EXPOSIÇÃO: PAULO NENFLIDIO - MUSEU DE...». Portal Minas Gerais. Consultado em 7 de fevereiro de 2025
30. ↑  «Exposição "África: Diálogos com o Contemporâneo" fica no MON até dia 28». Secretaria da Cultura. Consultado em 7 de fevereiro de 2025
31. ↑  Futuro, Sistemas do. «Museu de Arte Moderna». inwebonline.net. Consultado em 7 de fevereiro de 2025
32. ↑  «CANÇÃO ENIGMÁTICA – MAM Rio». Consultado em 7 de fevereiro de 2025
33. ↑  «MUSEU DA ENERGIA DE SÃO PAULO RECEBE DOAÇÃO DE OBRA DE PAULO NENFLÍDIO – Fundação Energia e Saneamento». www.energiaesaneamento.org.br. Consultado em 6 de fevereiro de 2025
34. ↑  «Facebook». www.facebook.com. Consultado em 6 de fevereiro de 2025
35. ↑  Editorial, Equipe (25 de fevereiro de 2020). «Paulo Nenflidio, o artista que esculpe o invisível». ArteRef. Consultado em 6 de fevereiro de 2025
36. ↑  «Obras selecionadas no 64.º Salão Paranaense ficam expostas só mais uma semana». Agência Estadual de Notícias - Histórico de 2011 a 2018. Consultado em 6 de fevereiro de 2025
37. ↑  Futuro, Sistemas do. «Pinacoteca de São Paulo». acervo.pinacoteca.org.br. Consultado em 6 de fevereiro de 2025
38. ↑  Futuro, Sistemas do. «Museu de Arte Moderna». inwebonline.net. Consultado em 6 de fevereiro de 2025
39. ↑  «Paulo Nenflídio, Grilo Solar n.2, 2019-2023». A Gentil Carioca. Consultado em 6 de fevereiro de 2025
40. ↑  «Paulo Nenflidio – MAM Rio». Consultado em 6 de fevereiro de 2025